# 717

## Evenimente

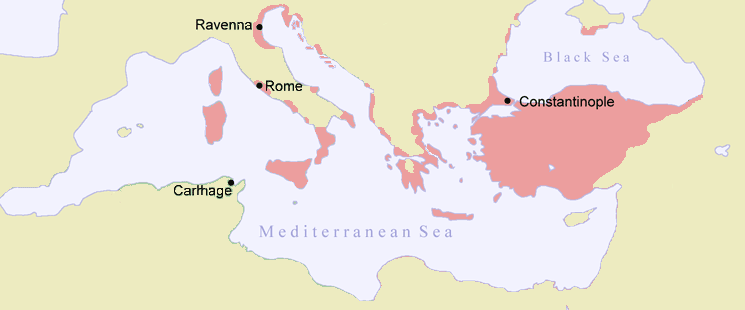
Imperiul Bizantin în 717

- Începe Al Doilea Asediu Arab al Constantinopolului - un atac combinat pe mare și pe pământ realizat de arabi în scopul ocupării capitalei Imperiului Bizantin, Constantinopol.

## Nașteri
- dată necunoscută: Padmasambhava  (d. 762)
- 25 iulie: Elipando de Toledo preot spaniol (d. 808)

## Decese
- Vasile Onomagulos, uzurpator bizantin din Sicilia (n. ?)